# Quim Regàs
Quim Regàs (Manresa, 1951 - Barcelona, 2007) va ser un periodista i escriptor català especialitzat en el disseny i la redefinició de diaris i en la posada en marxa d'empreses periodístiques.

## Biografia
Aficionat al futbol i el motociclisme, inicià la trajectòria professional a la secció d'esports del diari Tele/eXpres. Va formar part de l'equip fundacional d'El Periódico el 1978, un diari on va estar fins al 1990 com a redactor, cap de secció i subdirector. El 1987 participà en la refundació del Diari de Barcelona, on coincidí amb Josep Maria Huertas Claveria, degà del Col·legi de Periodistes de Catalunya.
La seva afició pels esports el portà a col·laborar amb els Jocs Olímpics de Barcelona 1992, i a escriure'n el Llibre Oficial. També participà en la celebració del Fòrum de les Cultures el 2004 i en la decisió de la Society For News Design de triar Barcelona per a celebrar el primer congrés fora d'Amèrica del Nord.
Com a expert en diagramació, definició i posada en marxa d'empreses periodístiques, fou codirector de l'empresa Cases i Associats des del 1990 i intervingué en la reformulació de Clarín, The Independent, La Stampa, El Mundo Deportivo, Avui i Sport, i va definir nous formats de premsa, tant gratuïta com digital. Morí als 55 anys d'un càncer de pulmó. També participà en el llançament de diaris com Olé de Buenos Aires, Lance de Río de Janeiro i Sao Paulo i Metro (diari) i diari ADN.